# エレン・バロン
エレン・バロン（Ellen Ballon, 1898年10月6日 - 1969年12月21日）は、カナダ出身のピアノ奏者。
モントリオールにロシア移民の子として生まれた。幼少期より音楽の才能を示し、6歳の時に奨学金を得てマギル音楽院に進学してフランツ・リスト門下のクララ・リヒテンシュタインにピアノを師事した。1906年にはニューヨークに移り、ラファエル・ジョセフィにピアノ、ルービン・ゴールドマークに和声を習った。1910年にはウォルター・ダムロッシュの指揮するニューヨーク交響楽団とフェリックス・メンデルスゾーンのピアノ協奏曲第1番及びルートヴィヒ・ヴァン・ベートーヴェンのピアノ協奏曲第1番を演奏してアメリカ・デビューを飾った。1914年にスイスにいたヨゼフ・ホフマンのレッスンを受けるも、第一次世界大戦の影響でアメリカに帰って演奏活動を続け、1925年にはウィーンに留学してヴィルヘルム・バックハウスの門を叩いた。1927年にはヨーロッパ・ツアーを敢行してウィーン・フィルハーモニー管弦楽団、ベルリン・フィルハーモニー管弦楽団、アムステルダム・コンセルトヘボウ管弦楽団などヨーロッパの主要オーケストラの演奏会に登場した。1928年には母国でツアーを行い、マギル大学に自らの名前を冠した奨学金を設立した。1934年からイギリスを本拠に演奏活動を展開したが、1938年にタクシーから降りたところで右足首を骨折して1940年まで演奏活動を停止した。演奏活動再開後はニューヨークを中心に演奏活動をし、1946年にはエイトル・ヴィラ＝ロボスのピアノ協奏曲第1番の初演を行った。
ホワイトハウスでのコンサートは、1912年に当時の大統領のウィリアム・タフトに招かれてから、1934年のフランクリン・ルーズベルト、1954年のドワイト・D・アイゼンハワー各大統領の在任時の計3回にわたって行っている。1954年にはマギル大学から音楽学の名誉博士号を授与された。
1958年にはカナダ軍中佐のテオドール＝ラフルール・ブロックと結婚している。
モントリオールにて没。

## 註
1. ↑  lowensteyn.com

| スタブアイコン | サブスタブ | この項目は、まだ閲覧者の調べものの参照としては役立たない、人物に関連した書きかけの項目です。この項目を加筆・訂正などしてくださる協力者を求めています（P:人物伝/PJ:人物伝）。 |